# Drymonia ruficornis
Drymonia ruficornis là một loài bướm đêm thuộc họ Notodontidae. Nó được tìm thấy ở miền trung và Nam Âu và Anatolia.

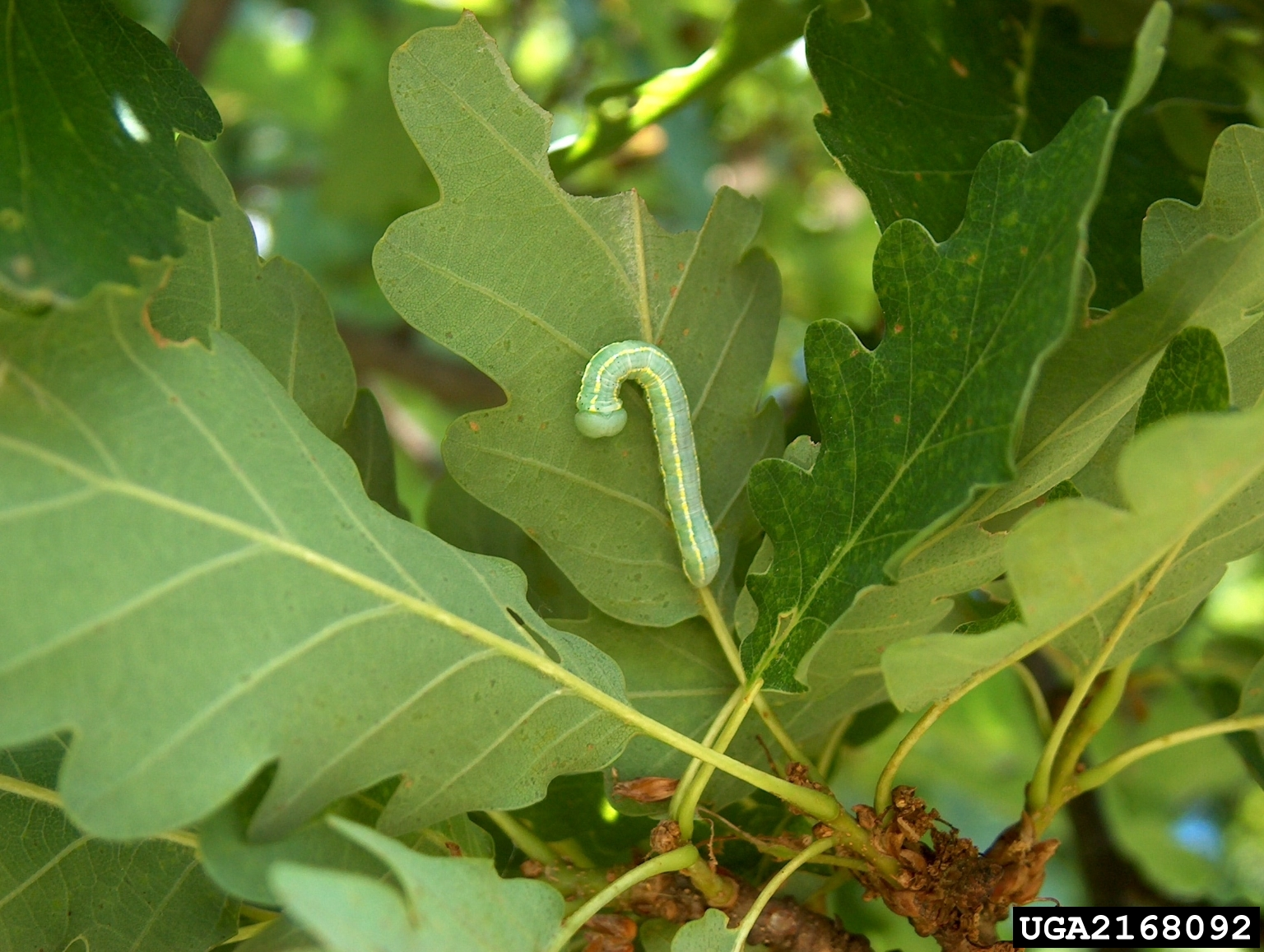
Sâu bướm

Sải cánh dài 35–40 mm. Con trưởng thành bay từ tháng 4 đến tháng 6 tùy theo địa điểm.
Ấu trùng ăn sồi.

## Hình ảnh

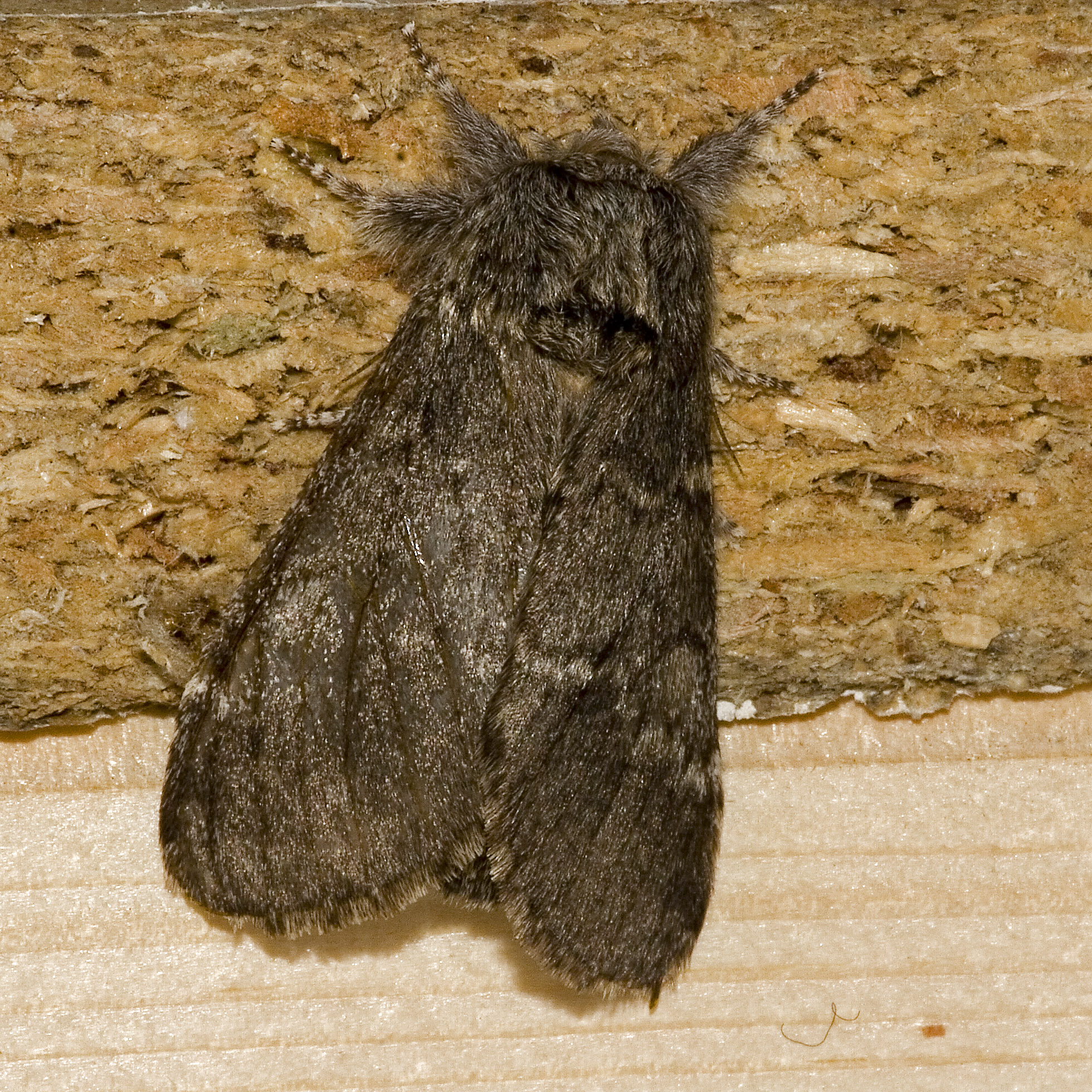
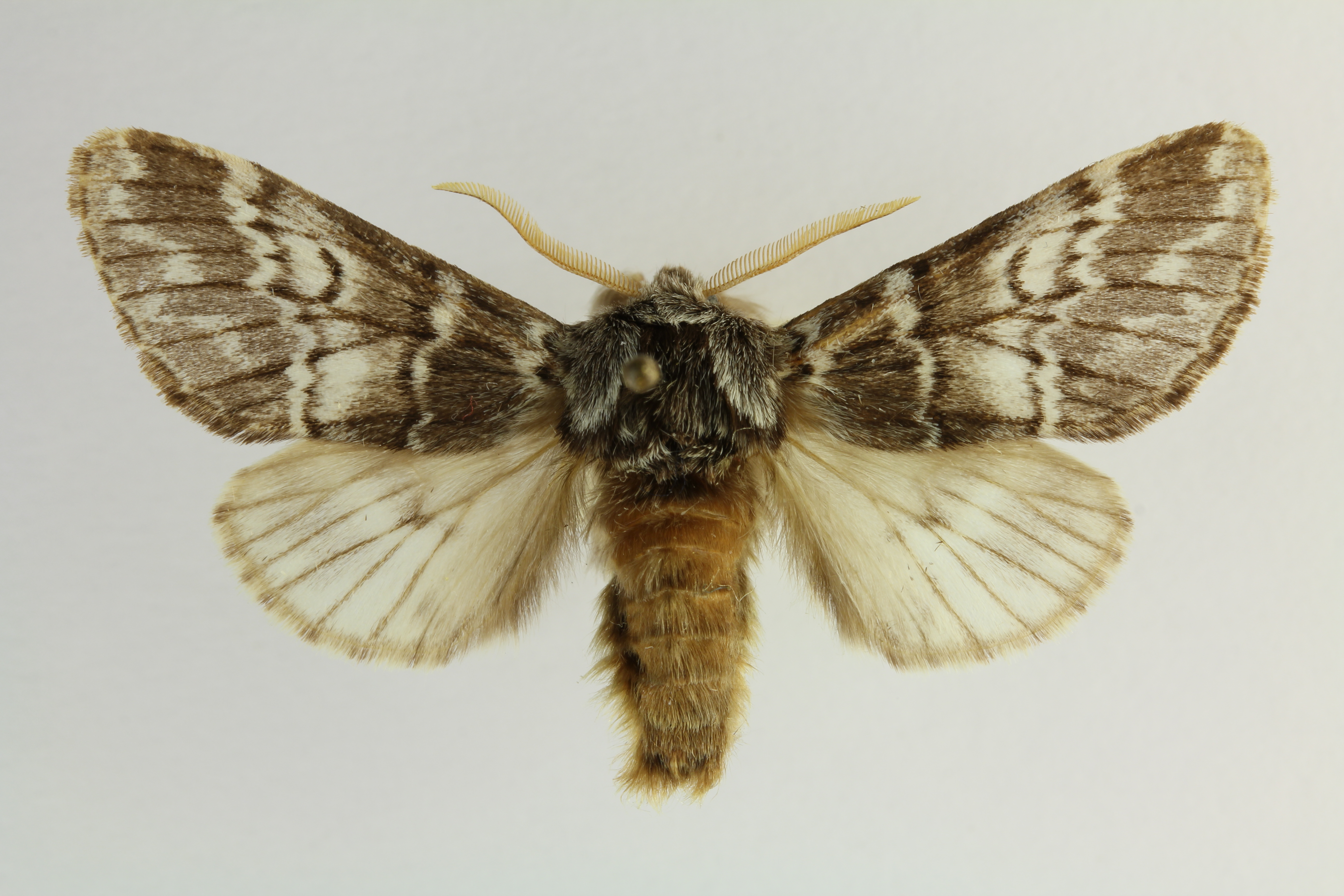
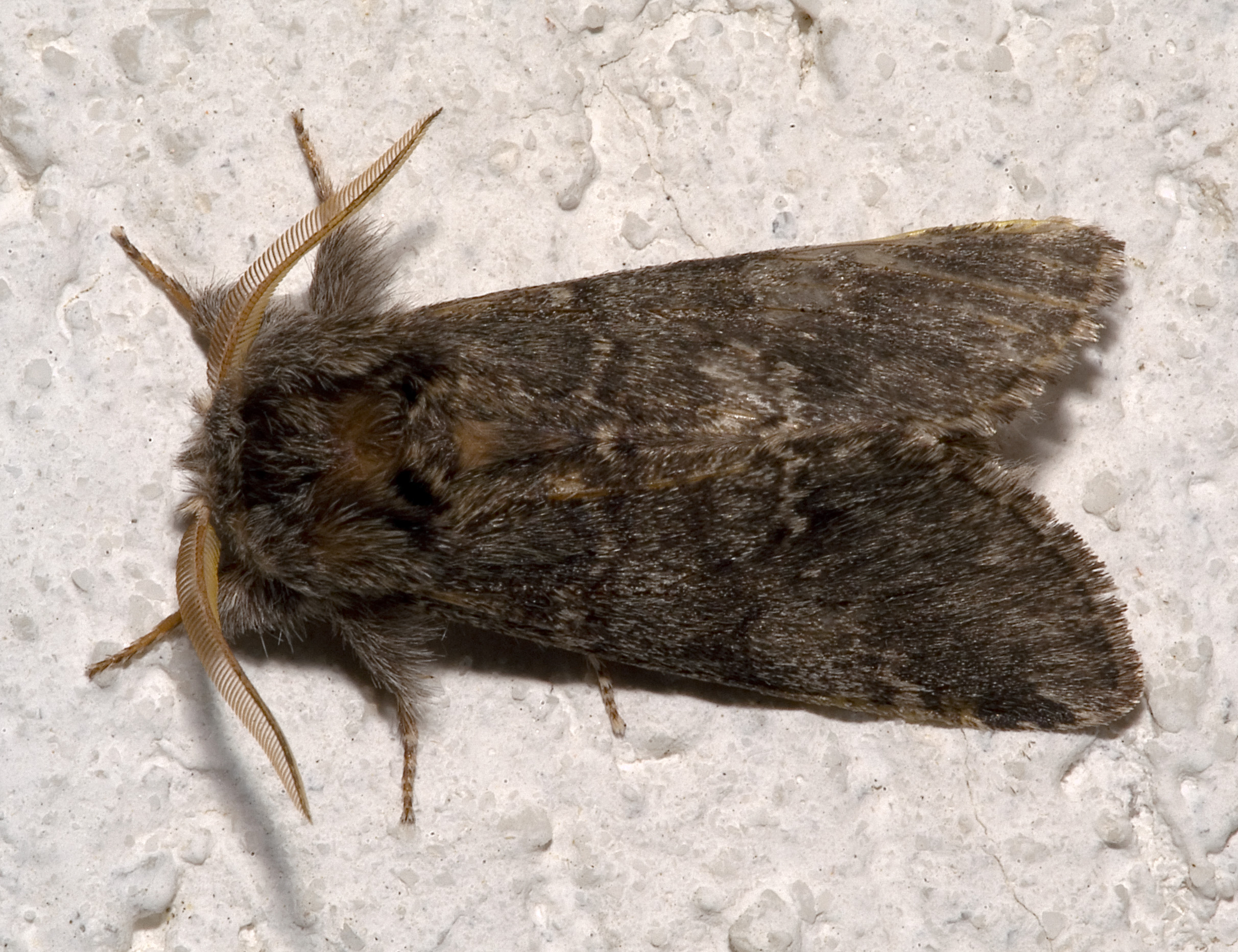
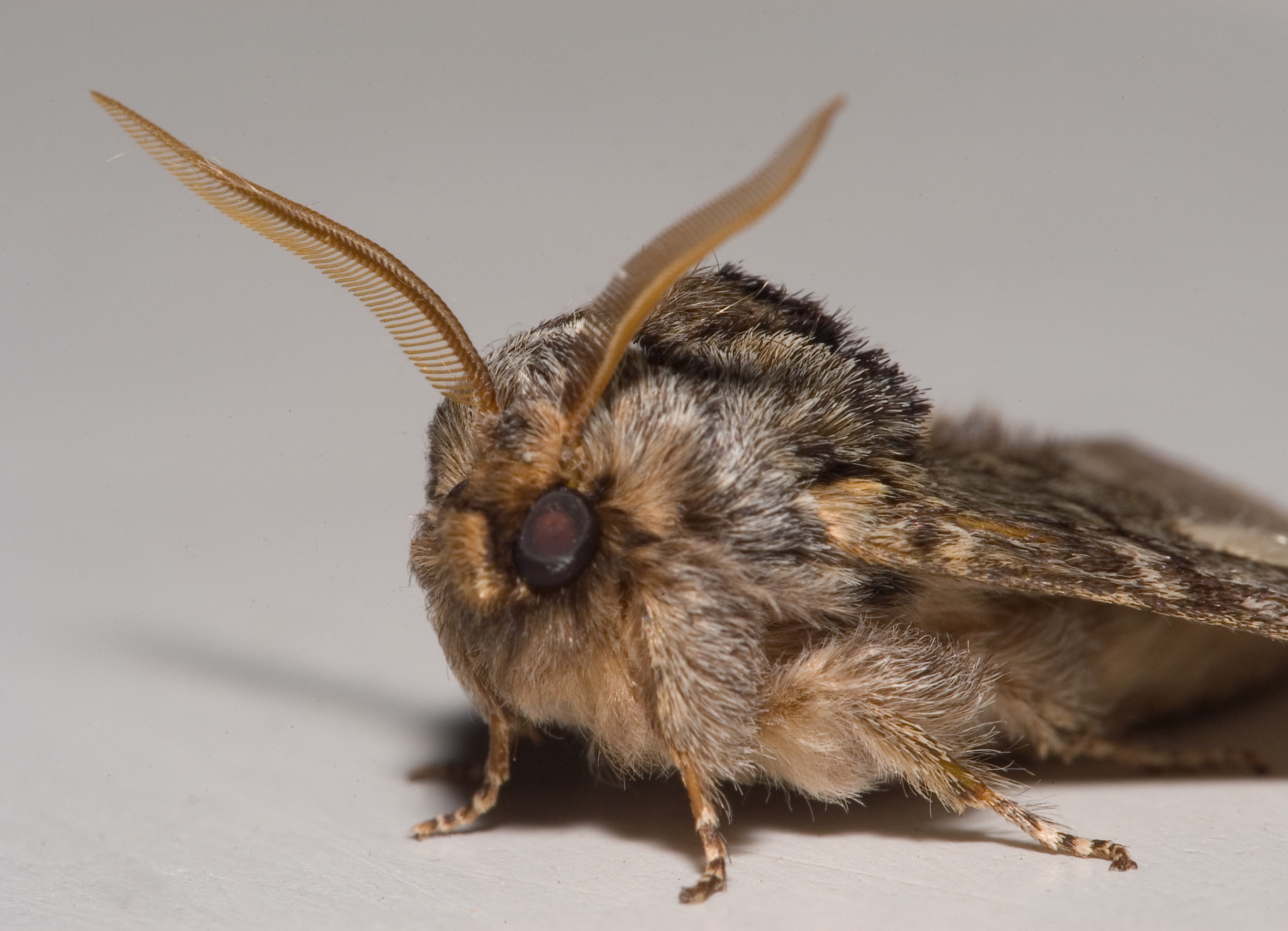